# Oxford (Connecticut)
Oxford è un comune di 11.709 abitanti degli Stati Uniti d'America, situato nella Contea di New Haven nello Stato del Connecticut.
All'interno del territorio del comune è presente il lago Zoar.